# Albrecht Moser
Albrecht Moser (* 18. Januar 1945) ist ein ehemaliger Schweizer Waffen- und Langstreckenläufer.

## Sportlicher Werdegang
Albrecht Moser war Mitrailleur in der Schweizer Armee. Er nahm von Mitte der 1970er bis Ende der 1980er Jahre an Schweizer Waffenläufen teil und gewann von 1978 bis 1985 achtmal in Folge den Schweizer Meistertitel. Er errang 56 Tages- und 83 Kategoriensiege.
Zuvor war Moser als Leichtathlet im Stadtturnverein Bern aktiv. Er war zweimal Schweizer Meister im 10'000-Meter-Lauf und je einmal im 5'000-Meter- und Marathonlauf (1978, Schaffhausen). 
Bei den Olympischen Sommerspielen 1972 startete er im 10'000-Meter-Lauf. Seine Bestzeit in dieser Disziplin beträgt 28:46,0 Minuten, erzielt ebenfalls 1972. Seit 1976 hält er mit einer Zeit von 1:35:40,8 Stunden den (eingefrorenen) Schweizer Rekord im 30'000-Meter-Lauf. Noch bis ins hohe Alter nahm er an Strassen- und Bergläufen teil.
Moser war mit der Mittel- und Langstreckenläuferin Marijke Moser (* 1946) verheiratet. Die gemeinsame Tochter Mirja Jenni-Moser (* 1976) ist ebenfalls als Langstreckenläuferin erfolgreich.
Albrecht Moser wohnt in Pieterlen.